# Nomada azaleae
Nomada azaleae är en biart som beskrevs av Mitchell 1962. Nomada azaleae ingår i släktet gökbin, och familjen långtungebin. Inga underarter finns listade i Catalogue of Life.